# Anna Kareninová (Hlobil)
Anna Kareninová je opera (op. 60) ve třech dějstvích a deseti obrazech českého skladatele Emila Hlobila na vlastní libreto podle stejnojmenného románu Lva Nikolajeviče Tolstého, respektive dramatizace tohoto románu od Nikolaje Dmitrijeviče Volkova. Opera vznikla v roce 1963 a premiéru měla 16. dubna 1972 v Jihočeském divadle České Budějovice.

## Vznik, charakteristika a inscenační historie
Ačkoli Emil Hlobil napsal četná díla komorní, orchestrální a vokální, přistoupil ke kompozici své první opery až ve zralém věku a po dlouhém váhání. O náročném námětu – Tolstého Anně Karenině – uvažoval už od poloviny 50. let 20. století a pracoval na ní nakonec asi dva roky, v letech 1961–1963. Na kompozici se zcela soustředil a jinak plodný a všestranný skladatel v té době nic jiného nenapsal.
Libreto k opeře si napsal Hlobil sám, ne však přímo podle románu, ale podle jeho dramatizace od N. D. Volkova. Redukci rozsáhlého románu na drama a následně ještě soustředěnější operu padla za oběť řada epizod a postav, včetně Konstantina Levina, který v románu funguje jako Tolstého alter ego.
V libretu i v hudbě se Hlobil soustředil na postavu Anny, kterou vylíčil jako oběť společenských předsudků, současně ale i jako citově založenou, vznětlivou a poněkud sobeckou ženu. Její vnitřní život zachycují nejvíce její dva velké monology – scéna blouznění, kdy je Anna těžce nemocná, a závěrečná scéna před sebevraždou. Ostatní postavy, včetně Vronského a Karenina, jsou pojednány většinou v dialozích a opera má rychlé tempo, s důrazem na dramaticko-epický spád a rychle střídající se scény. Těžiště opery je v příběhu a jednání postav, opera nemá předehru ani delší instrumentální místa, orchestr zasahuje střídmě a nemá nosnou roli a i ve zpěvní části se Hlobil vyhýbá větším žánrovým nebo lyrickým plochám. Přitom všechny tři hlavní role jsou velmi rozsáhlé a pěvecky náročné. Opera nemá ani ansámbly s jedinou výjimkou krátkého trojzpěvu Anny, Karenina a Vronského ve scéně (dočasného) smíření, která v opeře – v souladu s Tolstého románem – zaujímá centrální místo a formuluje etické vyznění díla.
Hudební stránka opera je tonální s důrazem na melodiku, i když skladatel využívá modernistických postupů. Hlobilův typický kompoziční styl v opeře prozrazuje řetězení krátkých výrazných motivů. Jistou slabinou opery je vesměs vyrovnaný a nevýrazný rytmus, který interpretům neumožňuje dosáhnout nutné výrazové intenzity.
Opera se dočkala premiéry až asi desetiletí po svém vzniku, a to v Jihočeském divadle České Budějovice na závěr sezóny 1971/72. Českobudějovické divadlo s ní hostovalo v Divadle na Vinohradech v rámci Pražského jara a inscenace dosáhla celkem 25 představení.
Jediná další inscenace Hlobilovy Anny Kareninové se konala v roce 1975 ve východoněmeckém Halberstadtu. Režíroval ji Hans Hermann Kruge, dirigoval Werner Schöniger a dosáhla 12 představení. Příznivější osudy než na scéně měla Hlobilova Anna Karenina v rozhlase: roku 1973 byla pořízena nahrávka celé opery a byla vícekrát vysílána.
Celá opera trvá asi 102 minuty. Klavírní výtahy Hlobilovy Anny Kareniny vydalo nakladatellství Dilia.

## Osoby a první obsazení
| osoba                       | hlasový obor  | obsazení první inscenace                                |
| --------------------------- | ------------- | ------------------------------------------------------- |
| Anna Arkaděvna Karenina     | soprán        | Naděžda Honzíková / Štěpánka Hraničková                 |
| Alexej Kirilovič Vronský    | tenor         | Karel Fuk / Jiří Odehnal                                |
| Alexej Alexandrovič Karenin | tenor         | Jaroslav Honzík / Čestmír Kráčmar                       |
| Betsy Tverská               | alt           | Jindra Karezová / Mája Sládková                         |
| Serjoža, Annin syn          | soprán        | Helena Hlaváčová                                        |
| Hraběnka Vronská            | soprán        | Míla Peřinová                                           |
| Varja                       | soprán        | Eva Jarolímková                                         |
| Stivo, Annin bratr          | baryton       | Josef Průdek                                            |
| Vyslancova žena             | alt           | Dagmar Linhartová                                       |
| Mjahká                      | mezzosoprán   | Marie Poštová                                           |
| Kartasovová                 | soprán        | Eva Valentová                                           |
| Chůva                       | alt           | Jindra Karezová / Mája Sládková                         |
| Asistentka                  | soprán        | Marie Říhová                                            |
| Diplomat                    | bas           | Oldřich Jakubík                                         |
| Tuškevič                    | baryton       | Jaroslav Honzík / Čestmír Kráčmar / Stanislav Stolbenko |
| Generál                     | baryton       | Jaroslav Honzík / Čestmír Kráčmar / Stanislav Stolbenko |
| Lékař                       | bas           | Václav Záveský                                          |
| Komorník                    | baryton       | Vladimír Janoušek                                       |
| Dirigent:                   | Dirigent:     | Karel Nosek                                             |
| Režie:                      | Režie:        | Inge Švandová-Koutecká                                  |
| Scéna:                      | Scéna:        | Joan Brehms                                             |
| Kostýmy:                    | Kostýmy:      | Vlastimil Koutecký                                      |
| Choreografie:               | Choreografie: | Karel Fráňa                                             |

## Instrumentace
3 flétny, 3 hoboje, 3 klarinety, 3 fagoty; 4 lesní rohy, 3 trubky,3 pozouny, tuba; tympány, bicí souprava, celesta; harfa, klavír; smyčcové nástroje.

## Nahrávka
Roku 1973 byla pro Československý rozhlas v Praze pořízena za rdakce Jaromíra Stránského nahrávka opery (celková stopáž 101:24). Nahrál ji soubor Národního divadla v Praze, přestože to ji nikdy neinscenovalo. Zpívají (Anna Kareninová) Libuše Domanínská, (Alexej Karenin) Karel Hanuš, (Alexej Vronský) Beno Blachut, (Betsy Tverská) Blanka Vítková, (Serjoža) Jana Jonášová, (hraběnka Vronská) Drahomíra Tikalová, (Stivo) Josef Heriban, (Varja) Marie Veselá, (vyslancova žena) Štěpánka Štěpánová, (dáma / chůva) Libuše Salabová, (jiná dáma) Věra Starková, (Annina přítelkyně) Naďa Šormová, (kněžna Mjahká) Jaroslava Procházková, (Tuškevič) Jindřich Jindrák, (Kartasovová) Helena Tattermuschová, (diplomat / lékař / vysoký generál) Dalibor Jedlička, (plukovník / komorník) René Tuček, (generál / hlas) Václav Zítek. Sbor a orchestr Národního divadla v Praze řídí Karel Nosek.
Na gramofonové desce v nakladatelství Supraphon vyšla pouze závěrečná scéna opery, část zmíněné rozhlasové nahrávky (Supraphon 1 19 1977).